# Rashaant
Rashaant (mongol (écriture cyrillique) : Рашаант сум) est un Sum (district) de Mongolie dans la province de Khövsgöl.